# The Reward of Thrift
The Reward of Thrift è un cortometraggio muto del 1914 diretto da Ned Finley e Tefft Johnson.

## Produzione
Il film fu prodotto dalla Vitagraph Company of America.

## Distribuzione
Distribuito dalla General Film Company, il film - un cortometraggio in due bobine - uscì nelle sale cinematografiche statunitensi il 19 settembre 1914.